# Le Verfügbar aux Enfers

Le Verfügbar aux Enfers est une opérette-revue écrite clandestinement au camp de concentration de Ravensbrück par la résistante et ethnologue française Germaine Tillion au cours de l'hiver 1944-1945. Le mot allemand « verfügbar » désigne ceux et celles qui, non affectés à un commando de travail, étaient « disponibles » pour les pires corvées du camp, ce qui était le cas de Tillion. Cachée dans une caisse pendant plusieurs jours, elle écrit Le Verfügbar aux Enfers avec l'aide de ses complices qui lui fournissent papier, crayon et participent à la création. Le titre est inspiré d’Orphée aux Enfers, l'opéra-bouffe de Jacques Offenbach, lui-même parodie d’Orphée et Eurydice de Gluck. 
Le Verfügbar aux Enfers n'a aucune partition : il s'agit d'une œuvre entièrement basée sur la parodie, c'est-à-dire l'ajout de nouvelles paroles à des mélodies existantes. Tillion n'hésite pas à détourner des airs célèbres en faisant appel à la culture musicale de ses codétenues, d'où une variété de sources : chansons scoutes, comiques ou grivoises, répertoire traditionnel, variété, airs de publicités, un extrait de la Danse macabre de Camille Saint-Saëns, la Chanson triste d'Henri Duparc, ou encore extraits d'opérettes et d'airs d'opéras. Si Germaine Tillion écrit la majeure partie du texte, elle sollicite la participation de ses codétenues pour trouver certains vers, tandis que d'autres lui suggèrent des chansons à utiliser pour les passages musicaux. 
Elle témoigne en 1976 : « J'ai écrit une revue en forme d'opérette appelée Le Verfügbar aux Enfers. Les thèmes en étaient "un naturaliste décrivant le Verfügbar" et "les ruses du Verfügbar pour ne pas de faire piéger par le Betrieb [atelier]" ; quelques chansons furent des œuvres collectives, dont chacune des débardeuses présentes devait trouver un vers ». Il s'agit donc d'un travail commun de "remémoration". Le manuscrit original se trouve aujourd'hui au Musée de la Résistance et de la Déportation de Besançon.
L'œuvre musicale plonge le spectateur de manière inattendue dans l’univers apparemment joyeux d’une opérette, sorte de revue conférence pleine d’humour noir menée par un "naturaliste". Celui-ci décrit la genèse et la vie du Verfügbar, "produit de la conjugaison d'un gestapiste mâle avec une résistante femelle [...], apparenté aux gastéropodes (de gaster : estomac ; et de podos : pied), car il a l'estomac dans les talons". Face à lui, le chœur des déportées commente par des interventions intempestives et ironiques la réalité de leur situation désespérée. Les trois actes de l'œuvre suivent la dégradation des conditions des détenues. L’acte I se déroule au printemps 1944, tandis que l’acte III est situé à l’hiver 1944-1945. L’humour omniprésent du premier acte cède progressivement la place au découragement chez les déportées, le naturaliste disparaît et la trame dramatique semble se dissoudre. L'œuvre semble ainsi inachevée, mais peut-être a-t-elle été pensée pour rester ouverte.
A contrario, les didascalies de la pièce présentent des détenues dont l’apparence physique est de plus en plus soignée : « en costume Schmuckstück [terme SS désigant les détenues en état de délabrement physique avancé] » évoluant « dans un lieu quelconque, de préférence disgracieux et plein de courants d’air » , elles sont « encore misérables, mais gentiment arrangées » à l'acte II puis « somptueusement vêtu[es] » au milieu d’« un tas d’objets hétéroclites » du Bekleidung, endroit où étaient stockés les vêtements des déportées, à l'acte III, alors que les espoirs de libération s'amenuisent.

## Témoigner et résister par le rire
Déjà avant l'Occupation, Germaine Tillion avait composé de petits textes inspirés de la réalité quotidienne et pointant le ridicule de certaines situations, notamment un poème, "Le vieux chameau", destiné à être chanté sur l'air de la chanson populaire "Le vieux château" :  
Quand on aime le sport
On n'hésite pas
À viv' sous la tente
Et quand on peut l'faire
En plain Sahara,
Quelle chose épatante !
Y a des scorpions sous les lits
Des vipères dans la tabl' de nuit
Et quand il n'y en a pas
C'est parce qu'ils sont sous les draps [...].
En janvier 1943, détenue à la prison de Fresnes, elle adresse une lettre aux juges du tribunal allemand, dans laquelle elle manie verve et provocation, concluant ainsi : « Je ne puis que conseiller à mon commissaire un pèlerinage sur les rives de ce fleuve fameux, d'où il nous reviendra, espérons-le, paré des grâces de Parsifal, mais je souhaite vivement que l'on n'attende pas cet heureux événement pour me dire ce que signifie cette histoire et en quoi elle me regarde. »
Comme ethnologue, Germaine Tillion avait passé plusieurs années en Algérie pour sa thèse sur une population berbère des Aurès, les Chaouis. À Ravensbrück, elle prend le camp comme sujet d'étude et amasse une quantité d'informations, devenant une "déportée en ethnologie". En mars 1944, elle organise même une conférence clandestine sur le fonctionnement de Ravensbrück pour ses codétenues, qui leur permet de mieux appréhender la "logique" du camp, l'information étant vitale pour survivre. Plus tard, par leur précision, ces informations seront aussi très précieuses à ceux qui ont cherché à comprendre les ressorts des tortionnaires. Ainsi, dès 1951, elle analysera et dénoncera l'univers concentrationnaire soviétique.
Face à la déshumanisation programmée et à la violence extrême, Germaine Tillion veut rire, pour se sentir encore vivante et pour aider ses codétenues à s'évader de l'horreur du camp. Dans cet esprit, Le Verfügbar aux enfers permet « la restitution d'un sens caché face au non-sens » apparent du camp. Un rire tellement irrévérencieux envers leur propre tragédie que longtemps, Tillion a refusé la publication du Verfügbar aux Enfers, de crainte que personne ne comprenne cet humour parmi les plus noirs.

## Productions

### Création
L'œuvre a été créée mondialement au Théâtre du Châtelet (Paris) les 2 et 3 juin 2007 pour célébrer le centenaire de Germaine Tillion, qui était alors encore en vie (elle est morte en 2008).
- Musiques de Bruno Coquatrix, Reynaldo Hahn, Georges Bizet, Henri Christiné, Oscar Straus, Henri Duparc…
- Orchestre de chambre Pelléas, direction Hélène Bouchez
- Mise en scène de Bérénice Collet
- Restitution et compositions musicales de Christophe Maudot
- Décors et costumes de Christophe Ouvrard
- Chorégraphies de Danièle Cohen
- Avec Gaële Le Roi, Jeannette Fischer, Carine Séchehaye, Claire Delgado-Boge, Emmanuelle Goizé, Hélène Delavault, Alain Fromager, Nicolas Deshoulières.
- Chœurs de la Maîtrise de Paris et des collèges Camille Claudel et Evariste Galois, danseuses des conservatoires municipaux de Paris

### Ravensbrück
L’œuvre a été présentée le 17 avril 2010 dans l'enceinte du camp de concentration  de Ravensbrück destiné aux femmes. La représentation a été choisie pour marquer le 65e anniversaire de la libération du camp : 
- Direction musicale : Stéphane Petitjean
- Mise en espace : Bérénice Collet
- Coproduction : Théâtre du Châtelet et Mémorial de Ravensbrück.
- Chœurs du lycée La Fontaine de Paris et du Georg-Friedrich Händel Gymnasium de Berlin.
- Orchestre de la Junge Philharmonie Brandenburg sous la direction de Sebastian Welgle.

La représentation a été filmée par François Dubreuil.

### Avignon (Festival Off 2023)
L’œuvre est produite pour le festival Off en Avignon du 7 au 30 juillet 2023 au Théâtre du Chien qui fume sous le titre Une opérette à Ravensbrück.
- Production : compagnie Nosferatu (Vénissieux)
- Mise en scène : Claudine Van Beneden
- Interprètes : Solène Angeloni, Angeline Bouille, Isabelle Desmeros, Barbara Galtier, Claudine Van Beneden, Raphaël Fernandez
- Musicien : Grégoire Beranger